# Georg Evers (Gärtner)
Georg Evers (* 15. Mai 1920 in Herne; † 26. Dezember 2008 in München) war ein deutscher Gärtner.
Nachdem er 1946 in Wolbeck bei Münster die Prüfung zum Gärtnermeister erfolgreich bestanden hatte, übernahm Evers 1946 den Gärtnereibetrieb seiner Schwiegereltern in München, den er 1985 an den Sohn übergab. Bereits von 1952 an war er ehrenamtlich im Bayerischen Gärtnerei-Verband tätig. Von 1976 bis 1991 war er Präsident des Bayerischen Gärtnerei-Verbands und außerdem Präsidiumsmitglied des Deutschen Zentralverbands Gartenbau.
Vom 1. Januar 1978 bis zum 31. Dezember 1991 war er Mitglied des Bayerischen Senats.

## Auszeichnungen
- 1991: Ehrenbürger der Technischen Universität München[1]